# گمینا شدوووو (استان ماسوویان)
گمینا شدوووو (استان ماسوویان) (به لهستانی:  Gmina Szydłowo) یک گمینا در لهستان است که در شهرستان مواوا واقع شده‌است. گمینا شدوووو ۱۲۲٫۲۱ کیلومتر مربع مساحت و ۴٬۶۵۳ نفر جمعیت دارد.